# ISC Paris Business School
ISC Paris Business School és una escola de negocis europea amb seus a París. Fundada l'any 1962. Els programes de l'escola compten amb una triple acreditació, a càrrec dels organismes UGEI, CGE i AACSB. Per l'escola hi han passat més de 20.000 estudiants que després han ocupat llocs de responsabilitat en el món dels negocis i la política. L'escola té una associació amb ISIPCA per a un MBA especialitzat en perfums i cosmètics.